# ايرونكا سي-2
ايرونكا سي-2 (بالإنجليزية: Aeronca C-2)‏ هي طائرة خفيفة، أحادية السطح ذات مقعد واحد. أنتجت في الولايات المتحدة. من صناعة ايرونكا. كان أول طيران لها عام 1929. صنع منها 164 طائرة، وسعر الطائرة الواحدة منها هو 1495 دولار في 1929.